# Chiesa di Sant'Antonio Abate (Campagnatico)
La chiesa di Sant'Antonio Abate è un edificio religioso situato a Campagnatico, nella provincia di Grosseto.

## Storia
Di origine medievale, la chiesa fu sconsacrata nel XIX secolo e destinata a teatro, inaugurato nel 1883. L'edificio è stato restaurato tra il 1993 e il 1995.
La facciata in arenaria conserva in gran parte l'originario aspetto romanico; è scandita da un portale centrale archivoltato affiancato da due ampie arcate a tutto sesto.
L'interno è ad aula unica divisa in tre campate, le prime due con copertura a travi lignee, l'ultima con volta a botte. Nei recenti restauri sono stati scoperti dipinti murali frammentari riferibili a Meo di Pero e Cristoforo di Bindoccio. Si tratta di un Cristo salvatore entro mandorla e di Tre Santi, racchiusi entro cornici dipinte con l'effigie della campana, simbolo del Comune.